# Vladimir Aleksandrovič Mau
Vladimir Aleksandrovič Mau (in russo Владимир Александрович Мау?; Mosca, 29 dicembre 1959) è un economista, ricercatore e rettore russo.
In stretti rapporti con Egor Gajdar, a partire dal 2011 è membro del consiglio di amministrazione della PAO Gazprom.
Dal 2002 — Rettore dell'Accademia dell'Economia Nazionale presso il Governo della Federazione Russa, dal 2010 — Rettore dell'Accademia presidenziale russa dell'economia nazionale e della pubblica amministrazione. Membro del Presidium del consiglio economico presso il Presidente della Federazione Russa. Ha il grado civile di Consigliere di Stato effettivo della Federazione Russa di 1ª classe.

## Istruzione
Nel 1981 — ha completato gli studi presso l'Istituto dell'economia nazionale di Mosca Plekhanov, specializzazione — economia, pianificazione dell'economia nazionale.
- Nel 1986 — ha completato gli studi di dottorato ("aspirantura") presso l'Istituto di Economia dell'Accademia delle Scienze dell'URSS.
- Dal 1994 — dottore in economia.
- Dal 1996 — professore ordinario.
- Dal 1999 — dottore di ricerca (PhD) presso l'Università Pierre Mendès France (Grenoble, Francia), specializzazione "Economia applicata" (fr. Science economique appliquee).

## Carriera
- Negli anni 1981—1991 — collaboratore scientifico dell'Istituto di economia dell'Accademia delle scienze dell'Unione Sovietica.
- Negli anni 1991—1992 — Responsabile del laboratorio dell'Istituto di politica economica dell'Accademia dell'economia nazionale. L'istituto era diretto da Egor Gajdar.
- Nell'anno 1992 — Consigliere del facente funzioni del presidente del governo della Federazione Russa Egor Gajdar.
- Negli anni 1993—1994 — Consigliere del primo vice presidente del Governo della Federazione Russa Egor Gajdar.
- Negli anni 1993—1997 — Vice direttore dell'Istituto di economia del periodo transitorio (IEPT) Egor Gajdar.
- Dal 8 settembre 1997[6] al 16 maggio 2002[7]— Direttore del Centro lavorativo per le riforme economiche presso il governo della Federazione Russa.
- 14 maggio 2002, con l'ordinanza del governo della Federazione Russa, è stato confermato rettore dell'Accademia dell'economia nazionale presso il governo della Federazione Russa previa elezione alla conferenza dell'accademia per 5 anni.
- 9 giugno 2007, è stato riconfermato rettore previa rielezione per 5 anni[9].
- 23 settembre 2010, dopo l'incorporazione all'Accademia di economia nazionale presso il governo della Federazione Russa dell'Accademia di pubblica amministrazione presso il presidente della Federazione Russa, nonché di dodici accademie regionali di pubblica amministrazione, con il decreto del governo della Federazione Russa n. 1562-R del 23 settembre 2010 è stato nominato rettore dell'Accademia presidenziale russa dell'economia nazionale e della pubblica amministrazione.
- Dal 2011 — del consiglio scientifico del Consiglio russo per gli affari internazionali.

## Rango
Consigliere di Stato in carica della Federazione Russa di 1° grado (20 giugno 2001)

## Attività didattica
- Negli anni 1988—1992 — Docente di storia dell'economia presso l'Università statale di Mosca Lomonosov.
- Negli anni 1993—1999 — Professore ordinario presso l'Università statale "Scuola superiore di economia".
- Ha lavorato come docente nel centro di ricerca di Mosca dell'Università di Stanford USA

Dal 2006 è caporedattore della rivista Politica economica. Presidente del consiglio di redazione della rivista Logos. Membro del collegio di redazione delle riviste Questioni di economia, Messaggero dell'Europa, Journal of Economic Transition (USA), Finanze e affari.
Area di ricerca scientifica è la storia del pensiero economico russo e delle riforme economiche, la storia e la teoria di politica economica, l'analisi comparata di politica economica, l'economia politica,l'economia costituzionale.
Direttore del campus estivo dell'Accademia presidenziale (Repubblica del Tatarstan)

## Appartenenza a consigli e commissioni consultive e scientifiche
- Membro del presidium del consiglio economico presso il presidente della Federazione Russa[6].
- Membro della commissione per le questioni di pubblica amministrazione e di personale dirigenziale in aspettativa presso il presidente della Federazione Russa.
- Dall'11 gennaio 2010 — membro della commissione governativa per lo sviluppo economico e l'integrazione, presidente del consiglio di esperti
- Dal 20 ottobre 2005 — membro del consiglio per la scienza, le tecnologie e l'istruzione presso il presidente della Federazione Russa. Riconfermato come membro del consiglio il 26 dicembre 2006 e 16 settembre 2008. Dal 26 dicembre 2006 — membro del presidium del Consiglio (riconfermato come membro del presidium 16 settembre 2008)
- Dal 31 luglio 2003 — membro della commissione governativa per la realizzazione della riforma amministrativa. 21 maggio 2004[18] e 25 agosto 2008[19] riconfermato come membro della commissione.
- Dal 4 dicembre 2007 — membro della commissione governativa per la valutazione dell'efficacia dell'attività degli organi del potere esecutivo federali e regionali. 12 giugno 2008 riconfermato come membro della commissione.
- Membro della commissione governativa per la coordinazione dell'attività del governo aperto.
- Presidente dei consigli sociali presso il ministero dello sviluppo economico della Federazione Russa, il Servizio federale del lavoro e dell'occupazione di Russia, il Servizio fiscale federale di Russia.
- Membro del consiglio scientifico dell'Accademia russa delle scienze per le problematiche della storia dell'economia russa e mondiale.
- Membro del Consiglio scientifico "Problematiche dello sviluppo complessivo delle aziende industriali" ONU, Accademia russa delle scienze.
- Membro della Commissione suprema per la certificazione del Ministero dell’istruzione e della scienza della Federazione Russa[7].
- Condirettore del Consiglio di esperti per l'aggiornamento della Strategia 2020 (insieme con Yaroslav Kuzminov).
- Dal 25 agosto 2008 — membro della Commissione per la formazione e preparazione del personale dirigenziale in aspettativa presso il Presidente della Federazione Russa (sciolta).
- Dal 29 ottobre 2010 — membro della Commissione per le questioni di riforma e sviluppo della pubblica amministrazione presso il Presidente della Federazione Russa (sciolta).

## Onorificenze

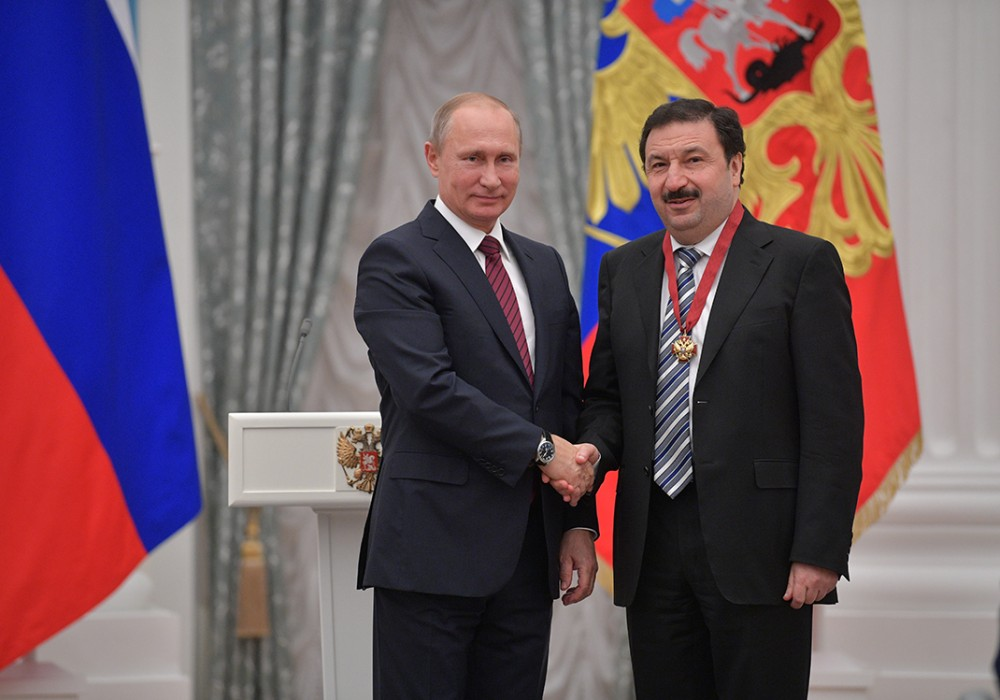
Ordine al merito per la Patria di III classe (15 Novembre 2017)

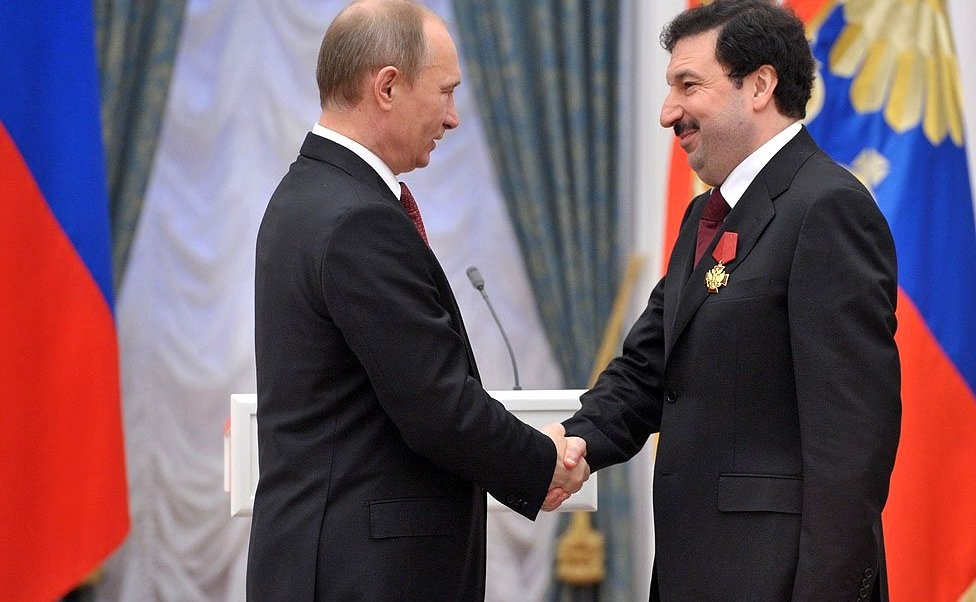
Conferimento dell'ordine al merito per la Patria di IV classe, 26 dicembre 2012

- Ordine al merito per la Patria di III classe (15 Novembre 2017)
- Ordine al merito per la Patria di IV classe (28 luglio 2012) — per il contributo all'elaborazione della politica statale economico-sociale e per l'attività scientifica feconda e pluriennale[27]
- Ordine d'onore (8 marzo 2009) — per i successi raggiunti e per il lavoro fecondo pluriennale[28]
- Medaglia commemorativa per l'850º anniversario di Mosca (anno 1997)[5]
- Economista emerito della Federazione Russa (7 giugno 2000) — per il contributo nel settore dell'economia e dell'attività finanziaria[29]

## Gradi accademici honoris causa
Professore emerito dell'Università statale armeno-russa (slava) — per il grande contributo allo sviluppo della teoria e della pratica delle riforme economiche, per l'attività feconda pluriennale scientifica e didattica, per la professionalità di alto livello dimostrata in tutti i settori dell'attività[30].

## Opere
- Alla ricerca dello sviluppo bilanciato: la storia di evoluzione del pensiero economico sovietico fine degli anni 30 — inizio degli anni 60. Mosca
- La perestroika come rivoluzione: esperienza del passato e tentativo di previsione // Comunista, 1992. n. 11 (coautore).
- Le riforme ed i dogmi. Mosca, 1993
- L'economia ed il potere: risultati intermedi. Mosca, 1994
- L'economia ed il potere. La storia politica della riforma economica in Russia negli anni 1985–1994. Mosca, 1995.
- The Political History of Economic Reform in Russia, 1985—1994. Londra, Centro per la ricerca delle economie comuniste, 1996.
- La stabilizzazione macroeconomica, le tendenze e le alternative della politica economica in Russia. Mosca, 1996.
- L'economia ed il diritto. Le problematiche costituzionali della riforma economica in Russia. Mosca, 1998.
- La riforma economica: attraverso il prisma della costituzione e della politica. Mosca, 1999.
- Le riforme economiche russe, il punto di vista degli insider: successo o fallimento? Londra, RIIA, 2000
- Dalla crisi alla crescita (London, CRCE, 2005).
- Le riforme ed i dogmi. Lo Stato e l'economia nell'epoca delle riforme e delle rivoluzioni (1861–1929). Mosca, 2013.
- Le crisi e le lezioni. L'economia di Russia nell'epoca della turbolenza. Mosca, edizione Istituto Gajdar, 2016.
- Russia’s Economy in an Epoch of Turbulence: Crises and Lessons. Abingdon, Oxon; New York, NY: Routledge, 2018.

## Profilo di risorse scientifiche elettroniche
- SSRN
- REPEC